# Anna Disselhoff
Anna Disselhoff (* 28. Februar 1976 in Arnsberg) ist eine deutsche Handballspielerin.
Die 1,73 m große Rückraumspielerin spielte für Borussia Dortmund, Bayer 04 Leverkusen, SC Buntekuh, SV Union Halle-Neustadt und stand zuletzt beim Bundesligisten TV Beyeröhde unter Vertrag. Nach ihrer aktiven Karriere wurde sie Teammanagerin beim TV Beyeröhde.

## Erfolge
- DHB-Pokalsieger 1997 mit Borussia Dortmund und 2002 mit Bayer Leverkusen